# Mona Hatoum
Mona Hatoum (Beirut, 1952) és una artista multidisciplinària i reconeguda en el panorama contemporani internacional. Ha treballat amb diversos suports com escultura, instal·lacions, accions. Actualment viu i treballa a Londres.
Va néixer el 1952 en el si d'una família palestina originària de la ciutat de Haifa, ciutat que el 1948 es veuen obligats a abandonar per acabar recalant a la capital libanesa, a causa dels enfrontaments que afectaven els palestins.
Va estudiar al Beirut University College de Beirut entre 1970 i 1972. El 1975 realitza una breu visita a Londres, durant la qual esclata la Guerra Civil Libanesa. Aquesta situació li impedirà tornar al seu país, veient-se obligada a iniciar una nova vida a la capital britànica. Començarà seva formació a la Byam Shaw School of Art, durant 1975-1979, i passarà a la Slade School of Art, també a Londres, durant els anys 1979-1981, on estudiarà amb Stuart Brisley, una de les seves primeres influències.
Al començament dels anys 80, és quan comença a fer Performances i videoart. El 1989, Hatoum exposa la seva primera gran obra escultòrica "La llum al final" al Showroom de Londres. La mateixa peça es va exposar l'any següent al British Art Show.
Als anys 90 el seu treball evoluciona cap a obres menys narratives que permeten, per tant, un major nivell associatiu. A través de les escultures i les instal·lacions, Hatoum realitza obres que semblen fer referència al minimalisme, encara que tan sols des d'un punt de vista purament formal i d'utilització de materials.
El 1995 és finalista del Premi Turner de Londres, per les seves exposicions d'aquest mateix any al White Cube i al Centre Georges Pompidou de París.
Posteriorment el 1997, una de les seves obres, adquirides per Charles Saatchi es va incloure en l'exposició Sensation, que va recórrer Londres, Berlín i Nova York. El 2008, és guardonada amb el prestigiós Premi Rolf Schock, i a l'any següent la seva obra és triada per formar part de l'exposició "Antropologia: Revisitant, reinventat, reinterpretat" juntament amb el treball de Lee Isaacs, Graffeo Karen, Sara Jardí Armstrong, Kluge Janice, Seah Joel, Gaudete Mitchell, Sara Jardí Armstrong, Beatrice Coron, Grid Kelly, Laura Gilbert, entre d'altres. L'exposició va ser comissariada per Jon Coffelt i Rosenberg Maddy de central de reserves Brooklyn, Nova York.
L'any 2011 va rebre el Premi Joan Miró que atorga cada biennalment la Fundació Joan Miró de Barcelona, així com el Premi Julio González, de l'IVAM, el 2020.